# Římskokatolická farnost Dambořice
Římskokatolická farnost Dambořice je územní společenství římských katolíků v obci Dambořice s farním kostelem sv. Martina.

## Území farnosti
- Dambořice s farním kostelem sv. Martina
- Uhřice s filiálním kostelem sv. Jana Křtitele

## Historie farnosti
Farní kostel v Dambořicích byl poprvé připomínán roku 1326. Současná stavba pochází z 2. poloviny 18. století. Na konci 20. století prošel kostel celkovou rekonstrukcí, na věži přibyly dva nové zvony.

## Bohoslužby
| Kostel                | Místo     | Bohoslužba (den)            | Hodina                                                                | Poznámka        |
| --------------------- | --------- | --------------------------- | --------------------------------------------------------------------- | --------------- |
| svatého Martina       | Dambořice | neděle pondělí středa pátek | 8.00,11.00 18.00 v zimě, 19.00 v létě 7.00 18.00 v zimě, 19.00 v létě | Farní kostel    |
| svatého Jana Křtitele | Uhřice    | neděle úterý čtvrtek        | 9.30 18.00 v zimě, 19.00 v létě                                       | Filiální kostel |

## Duchovní správci
Od srpna 2001 je farářem R. D. Mgr. Jaroslav Horák.

## Aktivity ve farnosti
Dnem vzájemných modliteb farností za bohoslovce a bohoslovců za farnosti brněnské diecéze je 1. březen. Adorační den připadá na 3. dubna.
Ve farnosti se pravidelně pořádá tříkrálová sbírka. Při sbírce v roce 2016 se vybralo v Dambořicích 59 193 korun, v Uhřicích 27 701 korun. . O rok později činil výtěžek sbírky v Dambořicích 62 632 korun, v Uhřicích 26 838 korun.